# Comité Internacional de Pesas y Medidas
El Comité Internacional de Pesas y Medidas (CIPM) es un organismo creado por la Convención del Metro, en París, en 1875. Su función es asegurar la uniformidad mundial de las unidades de medida, sea por acción directa o presentando propuestas en la Conferencia General de Pesas y Medidas (CGPM). Está conformado por 18 personas de distintos países, seleccionadas de los Estados miembros de la Convención del Metro.

## Objetivos
El Comité se reúne cada año (desde 2011 en dos sesiones al año) en la Oficina Internacional de Pesas y Medidas (BIPM). Allí se discuten los informes presentados por los Comités Consultivos, pero además es responsable de:
- Discutir el trabajo de la Oficina bajo la autoridad delegada por la Conferencia.
- Presentar un informe anual sobre la situación financiera y administrativa de la Oficina a los Estados miembros de la Convención del Metro.
- Discutir el trabajo metrológico que los Estados miembros decidan realizar en común, y coordinar las actividades entre los especialistas en metrología.
- Realizar recomendaciones apropiadas.
- Enviar informes para la Conferencia.

## Misión
La secretaría tiene su sede en Sèvres, Hauts-de-Seine, Francia.
En 1999, el Comité creó el Arrangement de reconnaissance mutuelle (Acuerdo de Reconocimiento Mutuo, ARM), que sirve de marco para la aceptación mutua de las normas nacionales de medición y para el reconocimiento de la validez de los certificados de calibración y medición expedidos por los institutos nacionales de metrología.
Un área de enfoque reciente del Comité es la futura revisión prevista del Sistema Internacional de Unidades (SI). El SI no es estático, sino que evoluciona para adaptarse a los requisitos de medición cada vez más exigentes del mundo.

## Comités consultivos
Ante la amplitud de las tareas confiadas a la Oficina, en 1927 el Comité estableció órganos, conocidos como Comités Consultivos, destinados a informar sobre las cuestiones que se les sometan a consideración. Estos Comités Consultivos, que pueden a su vez formar grupos de trabajo temporales o permanentes, son responsables de coordinar los trabajos internacionales en sus respectivos campos y de proponer al Comité recomendaciones referentes a las unidades.
Los Comités Consultivos tienen un reglamento común. El presidente de cada Comité Consultivo es nombrado por el Comité y suele ser miembro del mismo. Los miembros de los Comités Consultivos son laboratorios de metrología e institutos especializados, aceptados por acuerdo del Comité, los cuales envían delegados elegidos por ellos. También hay miembros a título personal designados por el Comité y un representante de la Oficina.
Hay 10 Comités:
1. Comité Consultivo de Electricidad y Magnetismo (CCEM).
2. Comité Consultivo de Fotometría y Radiometría (CCPR).
3. Comité Consultivo de Termometría (CCT).
4. Comité Consultivo de Longitud (CCL).
5. Comité Consultivo de Tiempo y Frecuencia (CCTF).
6. Comité Consultivo de Radiaciones Ionizantes (CCRI).
  1. Subcomité Consultivo de rayos X, rayos gamma y partículas con carga.
  2. Subcomité Consultivo de medición de radionúclidos.
  3. Subcomité Consultivo de medición de neutrones.
7. Comité Consultivo de Unidades (CCU).
8. Comité Consultivo para la Masa y las Magnitudes Relacionadas (CCM).
9. Comité Consultivo para la Cantidad de Sustancia: metrología en la química.
10. Comité Consultivo de Acústica, Ultrasonidos y Vibraciones (CCAUV).

El CCRI tiene tres subcomités separados, cada uno de los cuales examina diferentes partes del espectro electromagnético.
La función de la CCU es asesorar en asuntos relacionados con el desarrollo de la IS y la preparación del folleto de la IS. A diferencia de otros CC, su membresía está compuesta por nominados de otros prominentes organismos nacionales e internacionales como International Organization for Standardization (ISO), National Institute of Standards and Technology (NIST), National Physical Laboratory (NPL), Unión Astronómica Internacional (UAI), Unión Internacional de Química Pura y Aplicada (IUPAC) y Unión Internacional de Física Pura y Aplicada (IUPAP).
Los informes oficiales del Comité incluyen:
- Informes de las reuniones del Comité ("Procès-Verbaux") (Actas del CIPM).
- Informe anual a los gobiernos sobre la situación financiera y administrativa de la Oficina.
- Notificación de las partes contributivas de los Estados contratantes.
- Convocatoria a las reuniones de la Conferencia.
- Informe del Presidente del Comité a la Conferencia.

De vez en cuando el Comité ha sido encargado por la Conferencia para llevar a cabo una inversión importante.